# James Robert Matthews
James Robert Matthews (* 8. März 1889 in Dunning, Perthshire; † 12. April 1978 in Edinburgh) war ein schottischer Botaniker.

## Leben
Der Sohn von Robert Matthews aus Dunning und Janet McLean  wuchs in Dunning auf, besuchte dort die Dunning Public School und später die Perth Academy in Perth. Er nahm 1908 sein Studium an der University of Edinburgh auf. Gleichzeitig mit dem Studium begann er eine Ausbildung als Lehrer am Moray House College. Trotz dieser Doppelbelastung schrieb er noch eine Arbeit über englische Rosen (Some British Hybrid Roses), die 1910 vor der Botanical Society of Edinburgh verlesen und in den Transactions der Gesellschaft veröffentlicht wurde. 1911 schloss er sein Studium mit Master of Arts und seine Lehrerausbildung ab. Da er sich schon in Botanik ausgezeichnet hatte, nahm er noch einen Kurs bei Professor Isaac Bayley Balfour der das Wissen um die verschiedenen Pflanzengruppen vertiefte.
1913 übernahm er kurzfristig eine Lehrerstelle an der North Berwick Public School. Im gleichen Jahr bot das Birkbeck College ihm eine Assistenzstelle bei der Mykologin Helen Gwynne-Vaughan an, die er gerne annahm. Im Ersten Weltkrieg leistete er seinen Wehrdienst von 1914 bis 1918 als Protozoologe des Western Command in Liverpool. Er kehrte kurz nach Birkbeck zurück und wechselte 1920 als Lecturer an die University of Edinburgh ins heimatliche Schottland. Er blieb bis 1929 und wurde dann auf eine Professorenstelle an der University of Reading berufen. 1928 heirateten er und Christine Young Blackhall.
Nach fünf Jahren wurde ihm 1934 in der Nachfolge des verstorbenen William Grant Craib die Stelle als Regius Professor of Botany an der University of Aberdeen angetragen, die er bis 1959 hielt. Am 16. Mai 1959 wurde sein Nachfolger, Paul Egerton Weatherley durch Königin Elisabeth II. bestätigt.

## Ehrungen
1924 wurde Matthews zum Fellow der Royal Society of Edinburgh ernannt. Er diente der Society als Councillor (1940 bis 43) und als Vizepräsident (1958 bis 61). 1956 wurde Matthews zum Commander of the British Empire ernannt. 1960 wurde Matthews ein Ehrendoktortitel der University of Aberdeen (LL.D.) verliehen. 1961 wurde er mit dem Neil-Price der RSE ausgezeichnet.

## Bibliografie

### Bücher
- 1937: Geographical relationships of the British flora
- 1955: Origin and distribution of the British flora